# Aníbal Chávez
Aníbal José Chávez Frías (Sabaneta, 9 de enero de 1957-Caracas, 17 de julio de 2016) fue un licenciado en historia y político venezolano, hermano del expresidente de la República, Hugo Chávez. Ocupó el cargo del alcalde del Municipio Alberto Arvelo Torrealba entre 2004 y 2016.

## Biografía
Aníbal Chávez nació en Barinas el 9 de enero de 1957. Fue el cuarto de los siete hijos de los educadores Hugo de los Reyes Chávez y Elena Frías. Sus hermanos son: Adán (1953), Hugo (1954-2013), Narciso (1955), Argenis (1958), Enzo (1959-1960) y Adelis (1961). Chávez fue bisnieto del caudillo venezolano Pedro Pérez Delgado, conocido como Maisanta, líder de la rebelión antigomecista, quien en 1898 acabó con la vida del expresidente Joaquín Crespo. 
Se graduó de licenciado en Historia. Desde temprana edad fue un aficionado del béisbol. Chávez militó desde joven en el partido de tendencia socialcristiana, COPEI, siendo dirigente de la tolda verde en su natal Sabaneta. En las elecciones de 1989 fue electo concejal del municipio Torrealba, cargo que desempeñó hasta 1992. Chávez dejó el partido socialcristiano para sumarse al movimiento político de su hermano Hugo, el MVR. Aníbal y Hugo Chávez fueron los únicos hermanos dedicados a la política de lleno antes de la llegada de la Revolución bolivariana.
Miembro fundador del Movimiento Quinta República y posteriormente del Partido Socialista Unido de Venezuela, Aníbal Chávez fue electo alcalde del municipio Torrealba por primera vez en las elecciones de 2004, siendo reelecto en 2008 y 2013. En su primera elección, llegó a la alcaldía con el 99 % de los votos, el más alto jamás registrado, con una oposición casi simbólica. De la familia Chávez, sólo Aníbal participó de la política local en Sabaneta.
Tuvo tres hijos: Aníbal, Kharla e Indira.

## Fallecimiento
Aníbal Chávez falleció en Caracas el 17 de julio de 2016, debido a una infección estomacal causada por salmonelosis, afectando importantes órganos.